# Farol
Farol är en kommun i Brasilien.   Den ligger i delstaten Paraná, i den södra delen av landet, 1 000 km sydväst om huvudstaden Brasília. Antalet invånare är 3 472.
Trakten runt Farol består till största delen av jordbruksmark. Runt Farol är det glesbefolkat, med 12 invånare per kvadratkilometer.